# Wasiu Tadjou
Wasiu Tadjou (10 de septiembre de 1991) es un deportista marfileño que compitió en taekwondo. Ganó una medalla de bronce en los Juegos Panafricanos de 2015 en la categoría de –58 kg.

## Palmarés internacional
| Juegos Panafricanos | Juegos Panafricanos               | Juegos Panafricanos | Juegos Panafricanos |
| Año                 | Lugar                             | Medalla             | Categoría           |
| ------------------- | --------------------------------- | ------------------- | ------------------- |
| 2015                | Brazzaville (República del Congo) | Medalla de bronce   | –58 kg              |